# Пещера Тора

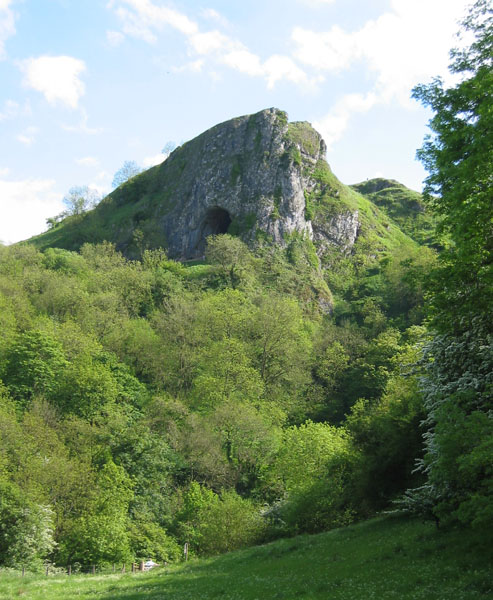
Вид на пещеру Тора из долины

Пещера Тора (также известная как «Жилище Тора» и «Пещера Тирсиса») — карстовая пещера естественного происхождения в долине реки Манифольд на скалистой вершине Белый Пик, графство Стаффордшир, Англия. Расположена в крутой известняковой скале, возвышаясь в 80 метрах над долиной. Имеет два входа. Главный вход в пещеру — симметрическая арка 7,5 метров шириной и 10 метров высотой, хорошо видна снизу из долины.

## Этимология
Происхождение имени неясно, возможно от слова «тор» — «скалистая вершина». Есть предположение о связи имени с норвежским богом Тором, но этой гипотезе недостаёт доказательств.

## Исследования
В 1864—1865 и в 1927—1935 гг. в пещере Тора и в смежной пещере трещинах проводились раскопки, в результате которых были найдены останки человека и животных, каменные орудия, глиняная посуда, янтарные бусы, изделия из бронзы. По оценкам в пещерах было захоронено по меньшей мере семь человек. Находки предполагают, что пещера была обитаема от конца палеолита, с более интенсивным использованием в эпоху железного века и римского периода.

## Использование
Пещера Тора служила железнодорожной станцией узкоколейной железной дороги, функционирующей в долине Манифольд с 1904 по 1934 гг.; в настоящее время линия заброшена.
В пещеру легко добраться и это место очень популярно среди туристов, предоставляя прекрасный вид на долину Манифольд. Также, с начала 1950-х годов, облюбована скалолазами такими как Джо Браун и другие. В BMC перечислены одиннадцать маршрутов для скалолазания, начиная от чрезвычайно тяжёлых до очень лёгких.
В 1988 году пещеру использовали для съёмок сцен в фильме «Логово белого червя».
В 1993 году здесь проходили съемки ролика группы «The Verve» к их песне «Blue». Вид из пещеры также был изображен на обложке их дебютного альбома «A Storm in Heaven».